# Seymour Feshbach
Seymour Feshbach (* 21. Juni 1925 in New York City; † 30. November 2019 in Los Angeles) war ein US-amerikanischer Psychologe und emeritierter Professor der University of California, Los Angeles (UCLA).

## Leben
Seine Eltern waren Joseph and Fannie (Katzman) Feshbach; sein Vater arbeitete in der Pelzindustrie und seine Mutter war Hausfrau. Sie stammten aus Bessarabien und emigrierten in die USA. Seymour besuchte mehrere öffentliche Schulen und ging nachmittags zu einer jüdischen Schule, wo er Jiddisch lernte. Nach vielen Schulwechseln landete er auf der Townsend-Harris-Higschool. 1943 trat er den US-Armee bei. Nach der Grundausbildung begann er eine Ausbildung an der Offiziersanwärter-Schule in Fort Benning und diente bis 1946, zuletzt als Oberleutnant, im Zweiten Weltkrieg. Dabei war er Teil einer Task Force auf See, die eigentlich Japan angreifen sollte; als die Atombombe auf Hiroshima abgeworfen wurde, war dies nicht mehr nötig und deshalb ging es nach Korea, um dieses Land zu befreien. Nach Kriegsende besuchte er das City College of New York, um seinen B.A. zu machen. 1951 promovierte er an der Yale University in Psychologie; hier war er am Yale Attitude Change Project beteiligt. Seine erste Lehrtätigkeit nahm er zwischen 1952 und 1962 an der University of Pennsylvania wahr.  Während des Koreakriegs kehrte er wieder zum aktiven Militärdienst zurück, blieb aber im Pentagon, um mehrere Experimente und Studien im Bereich der Sozialwissenschaften durchzuführen. Nach seiner Tätigkeit an der University of Pennsylvania war er kurzfristig an der University of California, Berkeley and an der Stanford University. Seit 1964 arbeitete er an der psychologischen Fakultät der UCLA, wo er maßgeblich an der Gründung eines national anerkannten Persönlichkeitsprogramms beteiligt war. 1995 wurde er hier emeritiert. Er blieb aber mit der Psychologieabteilung in Kontakt und leistete weiterhin Beiträge zur öffentlichen Debatte. 2006 äußerte er sich zu dem Krieg zwischen der Hisbollah und Israel und der Rolle, die Human Rights Watch dabei spielt. Im Jahr 2017 schrieb er einen Leserbrief an die Redaktion der Zeitschrift Military Review als Reaktion auf die Zunahme von Massenmorden im ganzen Land. Er schlug vor, dass die Gesellschaft eine „Änderung impliziter Belohnungen” in Betracht ziehen könnte, indem sie überdenkt, wie wir Massenmörder bezeichnen: Anstatt sie als „böse” oder „monströs” zu bezeichnen, schlug er vor, sie als „Feiglinge“ zu bezeichnen.

## Werk
Seine Arbeiten beziehen sich auf die Gebiete der Sozialpsychologie, der Entwicklungspsychologie, der Forensischen Psychologie und der Politischen Psychologie. Die frühe Arbeit mit Irving Janis von 1953 über die Wirkung furchterregender Kommunikation wird als ein Klassiker der Psychologie eingeschätzt. Sein primäres Forschungsgebiet war aber die Untersuchung der Ursachen und des Umgangs mit aggressivem Verhalten. Bereits in seiner Dissertation untersuchte er Sigmund Freuds Katharsis-Hypothese – die Idee, dass die Erfüllung sexueller und aggressiver Ziele durch Fantasien diese Triebe reduziert – und fand Belege dafür. In späteren Arbeiten betonte er, dass Katharsis nur unter sehr eingeschränkten Bedingungen auftritt. Er wurde zu einem international führenden Forscher auf dem Gebiet der Aggressionsforschung und war eine wichtige Stimme in Diskussionen über die Auswirkungen der Darstellung von Gewalt in den Medien. Mit seiner Frau Norma Deitch Feshbach hat er eine Reihe von Arbeiten zum Thema Empathie bei Kindern vorgelegt. In seinen späteren Forschungen verlagerte sich der Schwerpunkt seiner Arbeit von der Erforschung von Aggressionen weg auf andere Bereiche, insbesondere die Analyse von Patriotismus und Nationalismus und militanter nationaler Politik andererseits.

## Ehrungen/Positionen
- Vorsitzender der Fakultät der UCLA
- Vorsitzender des Akademischen Senats der UCLA
- Präsident der International Society for Research on Aggression
- Präsident der Society for the Psychological Study of Social Issues
- 1970: Fellow of the American Association for the Advancement of Science (AAAS)[4]
- 1972: Townsend Harris Medal, Distinguished Alumnus award
- 1992: Maurice und Fay Karpf Peace Award der UCLA für seine Beiträge zum Verständnis von Aggression und zur Förderung des Friedens
- 1983: Distinguished Scientist award California Psychological Association

## Privates
Während seines Studiums an der Yale University lernte er eine Kommilitonin kennen, die er heiratete, es war Norma Deitch Feshbach (1926 – 2021), später eine emeritierte Professorin für Erziehungswissenschaften an der UCLA. Aus der Ehe stammten drei Kinder, von denen ein drittes Kind ihn nicht überlebte. Mit seiner Frau verbanden ihn auch die Arbeit an vielen entwicklungspsychologischen Studien.

## Publikationen (Auswahl)
Monografien
- Mit Bernard Weiner; Arthur Bohart: Personality. D. C. Heath & Co, Lexington, Massachusetts 1999, ISBN  978-0669354423.
- Mit Robert D. Singer: Television and Aggression. An experimental field study. Jossey-Bass, San Francisco, 1971, ISBN 978-0608122793.

Herausgeberschaften
- Mit Jolanta Zagrodzka: Aggression: Biological, Developmental, and Social Perspectives.  Springer, New York, ISBN 978-1461376989.

Zeitschriftenartikel/Buchbeiträge
- Mit Norma Deitch Feshbach: Toward an Historical, Social, and Developmental Perspective on Children's Rights. In: Journal of Social Issues, 2010, 34 (2), S. 1–7.
- Mit Norma Deitch Feshbach: Child Advocacy and Family Privacy. In: Journal of Social Issues, 2010, 34 (2), S. 168–178.
- Psychology, Human Violence, and the Search for Peace: Issues in Science and Social Values, In: Journal of Social Issues, 2010, 46 (1), S. 183–198.
- Mit Norma Deitch Feshbach: Empathy in Education: An Elixer but no Panacea. In: The International Journal of Learning: Annual Review, 2005, 10 (1).
- The Central Role of Identity: Some Comments on Brewster Smith’s Article. In: Peace and Conflict: Journal of Peace Psychology'‘, 1999, 5 (1), S. 23–25.
- Mit Jim Sidanius; Shana Levin; Felicia Pratto: The Interface Between Ethnic and National Attachment. In: Public Opinion Quarterly, 1997, 61 (1).
- Mit Norma Deitch Feshbach; Y. Jaffe: A Longitudinal Study of the Relationship between Aggressive and Depressive Tendencies in Elementary School Age Boys and Girls. In: S. Feshbach; J. Zagrodzka (Hrsg.): Aggression. The Plenum Series in Social/Clinical Psychology. Springer, Boston, MA. 1997.
- Mit Rick Kosterman; Toward a Measure of Patriotic and Nationalistic Attitudes. In: Political Psychology, 1989, 10 (2), S. 257–274.
- The Role of Fantasy in the Response to Television. In: Journal of Social Issues, 1976, 32 (4), S. 71–85.
- Mit Norma Deitch Feshbach: Alternatives to corporal punishment: Implications for training and controls. In: Journal of Clinical Psychology, 1973, 2, S. 46–49.
- Mit Norma Deitch Feshbach: The relationship between empathy and aggression in two age groups. In: Developmental Psychology, 1969, 1 (2), S. 102–107.
- The function of aggression and the regulation of aggressive drive. In: Psychological Review, 1964, 71 (4), S. 257–272.
- Mit Irving Janis: Effects of fear-arousing communications. In: Educational technology research and development, 1953, 48, S. 78–92.
- The drive-reducing function of fantasy behavior. In: The Journal of Abnormal and Social Psychology, 1955, 50 (1), S. 3–11.